# گزلیک‌ماهی
گزلیک‌ماهی (نام علمی: Equetus lanceolatus) نام یک گونه از تیره شوریده‌ماهیان است.